# Bałdy
Bałdy (Duits: Balden) is een plaats in het Poolse district  Olsztyński, woiwodschap Ermland-Mazurië. De plaats maakt deel uit van de gemeente Purda en telt 100 inwoners.